# 阿尔芒·斐索

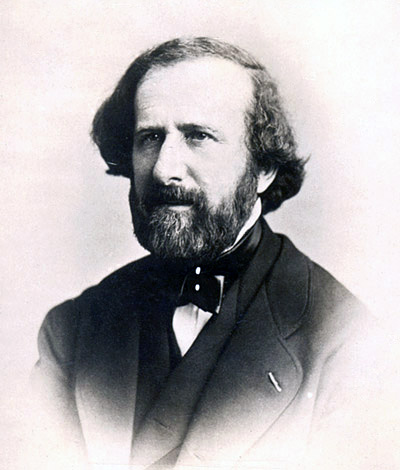
阿尔芒·斐索

阿尔芒·伊波利特·路易·斐索，也译菲佐（法語發音：[aʁmɑ̃ ipɔlit lwi fizo]；1819年9月23日—1896年9月18日），法国物理學家。

## 生平
1819年出生於法國巴黎。
他早期的工作與改善攝影的程序有關，然後他與莱昂·傅科合作，參與了一系列光和熱的干涉現象研究。在1848年，他發現了電磁波的都卜勒效應；1849年，他發表了用他的方法測量得到的光速（參見斐索-傅科儀）；在1850年，與E. Gounelle測量了電流的速度。
在1853年，他描述了如何使用螺旋管來增加電容（後來稱為電容器）的效能，然後他又研究固體中的熱脹冷縮，並應用光的干涉現象測量水晶的膨脹。1860年他成為法國皇家學會的會員，1849年9月，他首次使用旋轉齒輪 裝置，在地球上測得相對精確的光速。 他的設計巧妙， 利用齒輪、光源和反射鏡來測量光速1878年加入經度局。他於1896年9月18日在旺特伊逝世。